# 성모교회 (뉘른베르크)

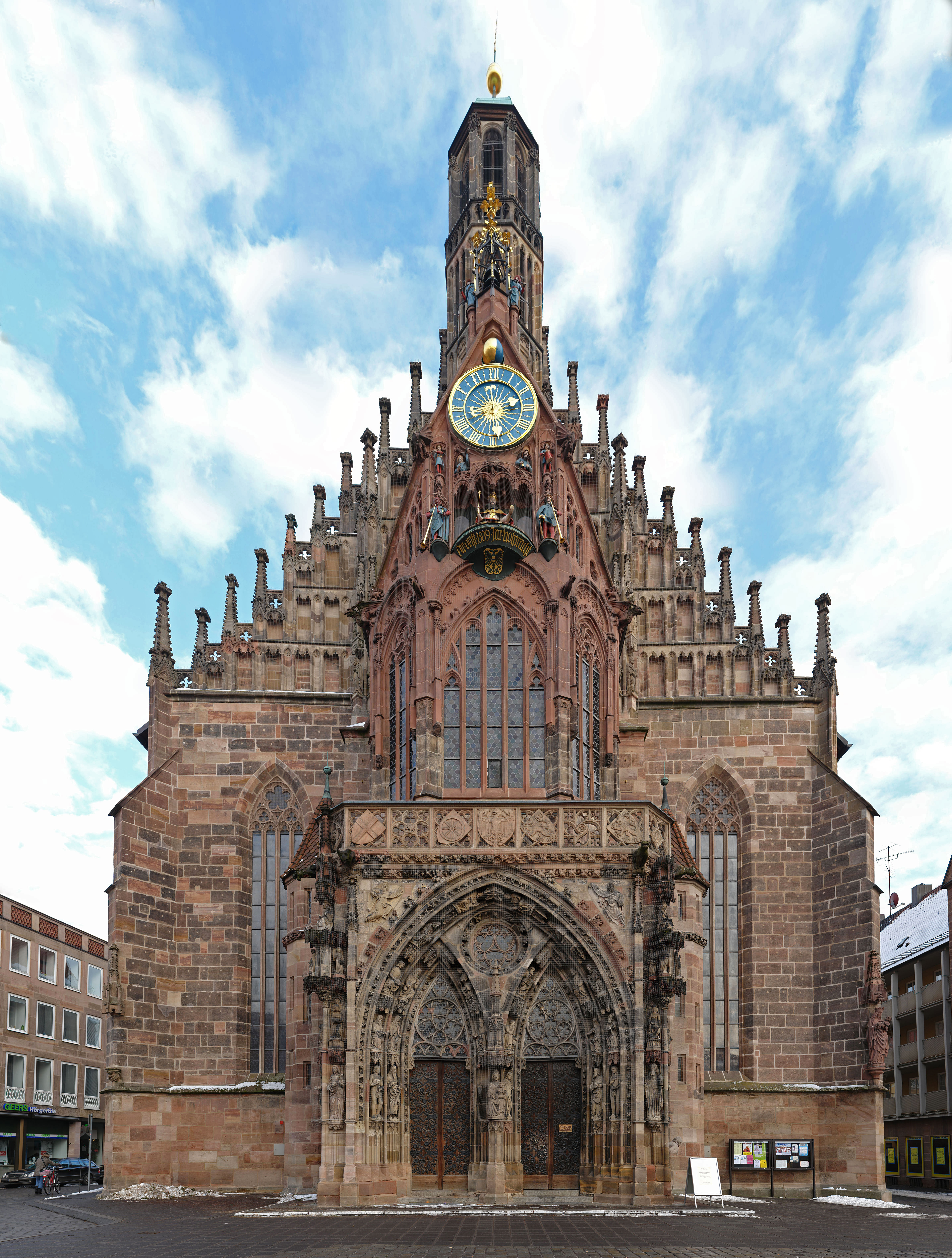
성모교회

성모교회(독일어: Frauenkirche)는 독일 바이에른주 뉘른베르크에 있는 교회당이다. 벽돌 고딕 건축 양식으로 지어졌으며, 1352년에서 1362년 사이에 신성 로마 제국의 황제인 카를 4세의 주도로 지어졌다. 이 교회에는 많은 조각품이 있으며, 그 중 일부는 대대적으로 복원되었다. 중세 시대의 수많은 예술 작품이 이 교회에 보관되어 있는데, 그 중에는 투허 알타(1440년경)와 아담 크라프트 (1498년경)의 두 개의 기념물이 있다. 이 교회는 1810년 이래로 가톨릭 교회의 본당이 되었다.

## 시계

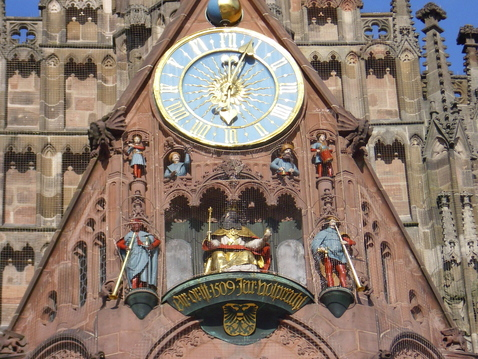
멘라인라우펜

교회의 가장 주목할 만한 특징 중 하나는 1356년의 황금 황소를 기념하는 기계식 시계인 멘라인라우펜(Männleinlaufen)이다. 이 시계는 1506년과 1509년 사이에 교회에 설치되었다. 신성 로마 제국의 황제가 왕자 선제후들과 함께 앉아 있는 모습이다.
시계 장치는 정오에 작동하고, 종소리가 울리며 트럼펫 연주자와 드러머가 뒤따른다 그런 다음 선제후들이 신성 로마 황제의 모습을 따라 행렬을 이룬다.